# Подплат
Подплат (словен. Podplat) — поселення в общині Рогашка Слатина, Савинський регіон, Словенія. Висота над рівнем моря: 229,3 м.